# Волинські каштеляни
Волинський каштелян — урядник (посадовець) у Луцьку часів Речі Посполитої, якого призначав король або князь для управління «гродом» (замком) та навколишньою місцевістю.

## Урядники
- Михайло Козинський гербу Кердея
- князь Андрій Вишневецький
- Михайло Мишка-Варковський гербу Корчак
- кн. Олександр Заславський
- Іван Лагодовський
- кн. Кароль Самуель Корецький
- кн. Микола-Юрій Чорторийський
- Станіслав Казімеж Бенєвський
- Ян Францішек Любовіцький
- Стефан Ледуховський
- Юрій Петро Вельгорський
- Стефан Загоровський
- Франциск Ледуховський[1]
- Вацлав Вельгорський
- Міхал Ліневський
- Юзеф Цетнер гербу Пшерова
- Микола Ольшанський
- Кароль Вижицький
- Ян Пепловський
- Міхал Геронім Чацький гербу Свинка, 1740-
- Адам Ледуховський
- Міхал Ледуховський
- Франциск-Антоній Ледуховський